# Liste des seigneurs de Dinan
La seigneurie de Dinan dans les Côtes-d'Armor fut constituée au milieu du XIe siècle au profit de Gauzlin (Joscelin), un fils du vicomte Hamon Ier d'Alet et frère de Junguenée, l’archevêque de Dol. À la suite d’un partage entre deux héritiers en 1123, elle se trouva scindée entre Dinan-Nord (paroisse de Saint-Malo de Dinan) plus Jugon et de Dinan-Sud (paroisse de Saint-Sauveur de Dinan) plus Bécherel et Léhon.
L’unité fut reconstituée lors du mariage des héritiers des deux parties de la seigneurie : Alain II d'Avaugour et Clémence de Beaufort. Alain II céda l’ensemble de ses biens au duc Jean Ier de Bretagne en 1264. Après un long procès ses ayants droit récupérèrent seulement une partie de leurs droits sur la seigneurie de Dinan-Sud en 1287.
La famille de Dinan produisit plusieurs branches cadettes dont celles des seigneurs de Lanvallay, des seigneurs de Plancoët, des seigneurs de Montafilant. Olivier de Dinham, héritier des terres acquises outre-Manche, fut à l’origine de la branche anglaise de cette famille. 

## Seigneurs deDinan

### Maison de Dinan

Armes de la maison de Dinan : De gueules à quatre fusées d'hermine posées en fasce, accompagnée de six besants du même.

- 1040-? : Joscelin fils du vicomte Hamon Ier d'Alet et de Rointeline, épouse Orguen dont :
- ?-?: Olivier Ier de Dinan épouse Cana dont Geoffroi Ier de Dinan et Riwallon le Roux seigneur de Lanvallay.
- ?-1123 : Geoffroy Ier de Dinan (1065–1138) épouse Radegonde Oriel de Châteaugiron (1069–1147) (lt. Orieldis) dont Olivier II de Dinan, Alain de Dinan et Josselin de Dinan

## Seigneurs deDinanNord

### Maison de Dinan
- 1123-1150 : Olivier II de Dinan épouse Agnorie de Penthièvre dont Alain de Dinan, Geoffroy II de Dinan, Olivier de Dinham et Rolland père de Rolland Ier seigneur de Montafilant.
- 1150-1157 : Alain de Dinan
- 1155-1179 : Geoffroy II de Dinan épouse Muriel de Poudouvre

dont Olivier III de Dinan et Rolland de Dinan seigneur de Plancoët.
- 1179-1209 : Olivier III de Dinan dont :
- 1209-?: Havoise de Dinan, sa fille, épouse

### Famille de Beaufort
- ?-1246 Alain de Beaufort

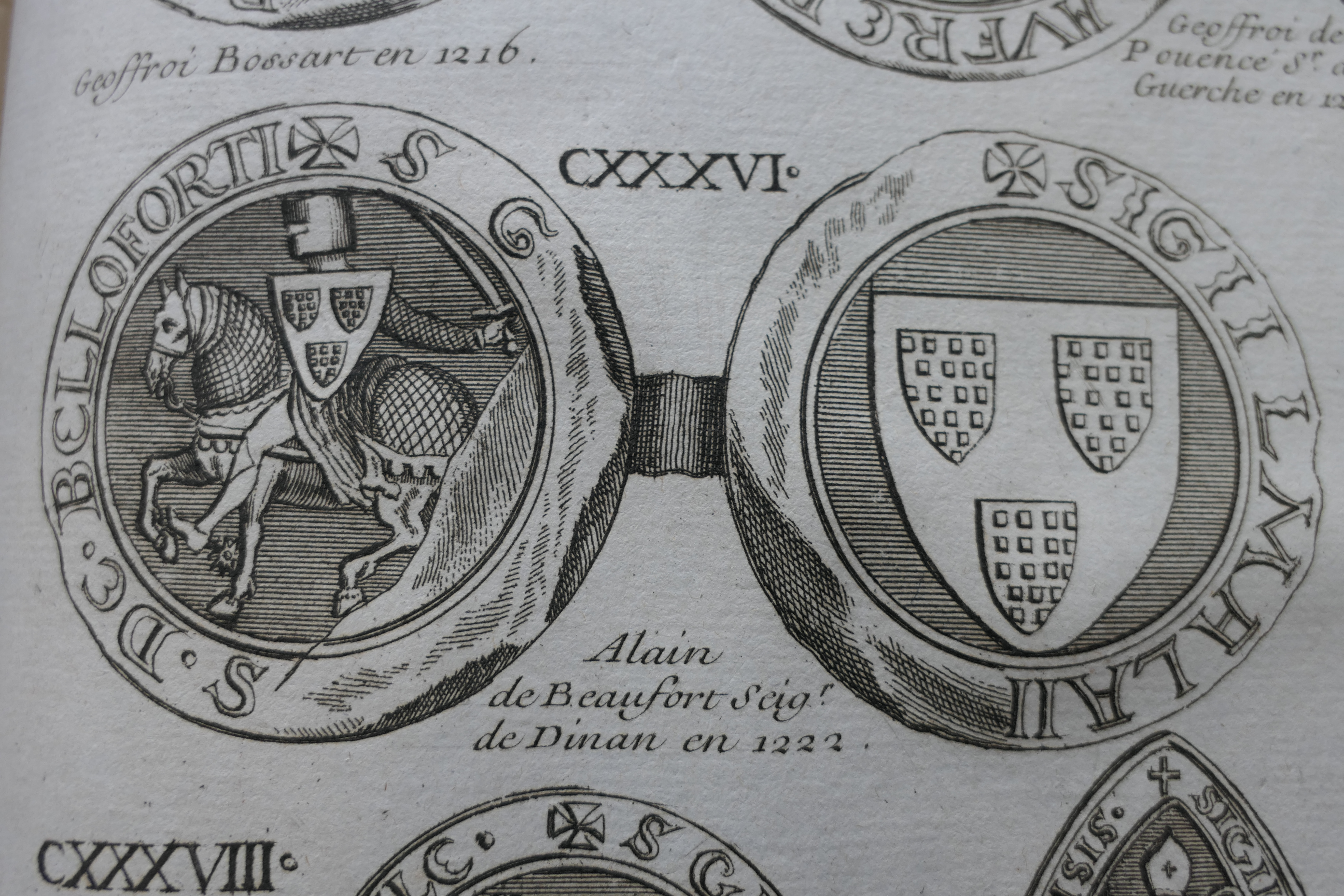
Sceau d'Alain de Beaufort.

- Clémence de Beaufort leur fille, épouse en 1246 Alain II d'Avaugour

### Famille d’Avaugour
- Alain II d’Avaugour rétablit l’unité de la seigneurie de Dinan.

## Seigneurs deDinanSud etBécherel

### Maison de Dinan
- 1123-1157 : Alain de Dinan dont
- 1157-1186 : Rolland de Dinan et Emma de Dinan épouse de Robert III de Vitré

### Maison de Vitré
- 1186-1197 : Alain de Vitré dit de Dinan fils d’Emma, épouse Clémence de Fougères dont :
- 1197-1238 : Gervaise de Dinan épouse successivement :
  - avant 1197 Juhel III de Mayenne mort en 1220,
  - en 1220 Geoffroi Ier de Rohan mort en 1222,
  - en 1222 Richard le Maréchal mort en 1234.

### Famille de Mayenne
- 1238-1256 : Isabelle de Mayenne épouse de Dreux V de Mello.

### Famille d’Avaugour

Armes de la Famille d’Avaugour : D'argent au chef de gueules.

- 1256-1264 : Alain II d’Avaugour mort après 1267 son neveu

Cession au Duc de Bretagne de la totalité de la seigneurie de Dinan pour la somme de 16 000 livres, ce qui est extrêmement important à l'époque. Celui-ci restitue une partie des droits sur Dinan aux héritiers en ligne féminine d'Henri III d'Avaugour les familles de Kergorlay et de Bois de la Motte.

### Sources et bibliographie
- Peter Meazey, Dinan au temps des Seigneurs édition de la Plomée, Guingamp, 1997,  (ISBN 2912113008)
- André Chédeville « Dinan au temps des seigneurs des origines à 1283 ». Dans Dinan au Moyen Age,ouvrage collectif publié par le « Pays de Dinan », Dinan (1986)  (ISBN 2905952016) p. 15-30
- Jean Métayer « Dynasties des seigneurs de Dinan ». Dans Dinan au Moyen Age,ouvrage collectif publié par le « Pays de Dinan », Dinan (1986)  (ISBN 2905952016) p. 213-220